# Sandrine Piau
Sandrine Piau (5 de junio de 1965) es una cantante y arpista francesa especialista en el  repertorio barroco. Su tesitura y su repertorio la clasifican como soprano.

## Biografía
Después de haber encontrado a William Christie en el CNSM de París donde estudiaba arpa, Piau entró en el mundo de la música barroca y ha colaborado con los directores más afamados en este repertorio como William Christie, Christophe Rousset, Hervé Niquet, Fabio Biondi, Ottavio Dantone, Gérard Lesne entre otros. Como soprano se ha negado a dedicarse exclusivamente al barroco y aborda también roles del repertorio clásico de Weber y sobre todo de Mozart donde destaca que alimenta la interpretación de las obras con su experiencia barroca pues las referencias al barroco no pueden más que ayudar a la comprensión de los ornamentos escritos por Mozart. Obras como Servillia (La Clemenza di Tito), Pamina (Die Zauberflöte), Constance (Die Entführung aus dem Serail). Igualmente enamorada del repertorio perteneciente al siglo XX, no ha hecho más que escasas incursiones en la ópera del siglo XIX. 

### Algunas de sus Interpretaciones
En los roles de Nanetta (Falstaff de Verdi), Wanda (La Gran duquesa de Gérolstein de Offenbach) y Sophie (Werther de Massenet), El Sueño de una noche de verano de Britten el Pelléas et Mélisande  e igualmente en el proyecto Rosenkavalier.  En julio de 2014, Piau interpreta el rol de Dalinda en una nueva producción del ópera seria de la obra de Georg Friedrich Haendel Ariodante en el Festival internacional de arte lírico de Aix-en-Provence. Participa habitualmente en las óperas dirigidas por William Christie, Philippe Herreweghe, Frans Brüggen, René Jacobs y Marc Minkowski. Piau se consagra igualmente al lied y a la melodía. Ha grabado melodías de Debussy con Jos van Immerseel en Naïve y más recientemente el álbum Evocación, hecho de lieder y de melodías de Debussy, Ernest Chausson, Richard Strauss, Zemlinsky, Charles Koechlin y Arnold Schoenberg en compañía de la pianista Susan Manoff.

## Discografía

### Integrales de ópera
CD
- Campra, Idoménée, Les Arts Florissants, dir. William Christie, Harmonia Mundi
- Cavalli, L'Ormindo (l'Armonia), Les Paladins, dir. Jérôme Correas, Pas Classics
- Haendel, Aci, Galatea e Polifemo (Aci), Le Concert d'Astrée, dir. Emmanuelle Haïm, Virgin
- Haendel, Riccardo primo (Costanza), Les Talens Lyriques, dir. Christophe Rousset, L'Oiseau-Lyre
- Haendel, Rodrigo (Esilena), Il Complesso Barocco, dir. Alan Curtis, Virgin
- Haendel, Scipione (Berenice), Les Talens Lyriques, dir. Christophe Rousset
- Haendel, Serse (Atalanta), Les Arts florissants, dir. William Christie, Virgin
- Martin, Le Vin herbé (Iseult), RIAS-Kammerchor, Sharoun Ensemble, dir. Daniel Reuss, Harmonia Mundi
- Mendelssohn, Ein Sommernachtstraum, dir. Philippe Herreweghe, Harmonia Mundi
- Mondonville, Les Fêtes de Paphos, Les Talens lyriques, Christophe Rousset, L'Oiseau lyre
- Monteverdi, Il combattimento di Trancredi e Clorinda ; Madrigali guerrieri ed amorosi, Les Arts florissants, dir. William Christie, Harmonia Mundi
- Mozart, Mitridate, re di Ponto (Ismène), Les Talens Lyriques, dir. Christophe Rousset, Decca
- Mozart, Zaïde (Zaïde), Orchestre de Chambre de la Radio Néerlandaise, dir.  Ton Koopman, Brillant Classics
- Offenbach, La Grande-duchesse de Gérolstein (Wanda), Les Musiciens du Louvre, dir. Marc Minkowski, Virgin
- Purcell, The Fairy Queen, Les Arts florissants, dir. William Christie, Harmonia Mundi
- Purcell, The King Arthur, Les Arts florissants, William Christie, Erato
- Rameau, Castor et Pollux (Vénus, une ombre, une planète), Les Arts florissants, dir. William Christie, Harmonia Mundi
- Rameau, Les Indes galantes (Zaïre), Les Arts florissants, dir. William Christie, Harmonia Mundi
- Rameau, Pygmalion (L'Amour), Les Arts florissants, dir. William Christie, Harmonia Mundi
- Rameau, Pygmalion (La statue), Le Concert Spirituel, dir. Hervé Niquet, Virgin
- Rameau, Zaïs, Les Talens lyriques, dir. Christophe Rousset, Aparté
- Rossi, Orfeo, Les Arts Florissants, William Christie, Harmonia Mundi
- Viardot, Cendrillon, Opera Rara
- Vivaldi, Atenaïde (Atenaïde), Modo Antiquo, dir. Frederico Maria Sardelli, Naïve
- Vivaldi, La Fida Ninfa, Ensemble Matheus, dir. Jean-Christophe Spinosi, Naïve

DVD
- Haendel, Serse (Atalanta), Les Talens Lyriques, dir. Christophe Rousset, TDK
- Offenbach, La Grande-duchesse de Gérolstein (Wanda), Les Musiciens du Louvre, dir. Marc Minkowski, Virgin
- Massenet, Werther (Sophie), Orchestre national du Capitole de Toulouse, dir. Michel Plasson, Virgin
- Rameau, Les Paladins (Nérine), Les Arts florissants, dir. William Christie, Opus Arte
- Monteverdi, L'incoronazione di Poppea (Amore, Damigella), Les Talens Lyriques, dir. Christophe Rousset, Opus Arte
- Poulenc, Dialogues des Carmélites, Rohrer, Erato
- Prokoviev, L'Amour des 3 oranges, Rotterdam Philarmonic, Stephane Deneve, Opus Arte

### Recital de ópera
- Boccherini, Madrid, Puclinella, Gaillard, Ambroisie
- Haendel, Opera seria, Les Talens Lyriques, dir. Christophe Rousset, Naïve
- Haendel, Arie e duetti d'amore, Europa Galante, dir. Fabio Biondi, Opus 111
- Haendel, Airs et duos, avec Sara Mingardo, Concerto Italiano, Rinaldo Alessandrini, Naïve
- Haendel, Between Heaven and Earth, Accademia Bizantina, Montanari, Naïve
- Haendel, Cantates italiennes et duos, Les Paladins, dir. Jerôme Corréas
- Lully, Rameau, Campra, Charpentier, Le Triomphe de l'amour, Les Paladins, Jérôme Corréas, Naïve
- Monteverdi & Cavalli, Sogno Barocco, avec Anne-sophie von Otter, Cappella Mediteranea, Leonardo Garcia Alarcon, Naïve
- Mozart, Opera arias, Freiburg Baroque Orchestra, dir. Gottfried von der Goltz, Naïve
- Mozart, Desperate Heroines, Mozarteum Orchestra Salzburg,dir Ivor Bolton, Naïve
- Vivaldi, Arie d'opera, Modo Antiquo, dir. Frederico Maria Sardelli, Naïve

### Lied, Melodía
- Chausson, Chanson perpetuelle, Quatuor Parisii, Saphir productions
- Berg, Webern & Schoenberg, Quatuor Diotima, Naïve
- Britten, Les Illuminations, Northern Sinfonia, Zehetmair, BPF
- Debussy, Mélodies, dir. Jos van Immerseel, Naïve
- Debussy, Chausson, R. Strauss, Zemlinsky, Koechlin, Schoenberg, Evocation, piano : Susan Manoff, Naïve
- Debussy, St Saens, Caplet & Roussel, Une Flûte invisible, Alpha
- Delage, Mélodies, Eidi, Timpani
- Fauré, Mendelssohn, R.Strauss, Bouchot, Britten & Chausson, Après un rêve, piano: Susan Manoff, Naïve
- Mozart, Une soirée chez les Jacquins, Gilles Thomé, Zebra productions
- Schubert, Le Pâtre sur le rocher, alto : Antoine Tamestit, piano : Markus Hadulla, Naïve V 5219 (2009)

### Música sagrada, motetes
- Bach, Mozart, Fauré, Brahms, Orchestre de chambre de Genève, dir. Michel Corboz, Virgin Records
- Bach, Cantates vol. 15, Amsterdam Baroque Soloist, Koopman
- Bach, Arias, Pulcinella, Ophélie Gaillard, Naïve
- Beck, Stabat Mater, Stagione Frankfurt, Schneider, Eloquence
- Brahms, Un Requiem allemand, Chœur de chambre Accentus, dir. Laurence Equilbey, Naïve Records
- Charpentier, Leçons de ténébres, Il Seminario Musicale, Gérard Lesne, Virgin
- Clérambault, Soprano Cantatas and Sonatas, Le Concert Spirituel, dir. Hervé Niquet, Naxos
- Colasse, Cantiques spirituels de Racine, Les Talens Lyriques, dir. Christophe Rousset, Erato
- Delalande, Te Deum, Les Arts Florissants, William Christie, Harmonia Mundi
- Delalande, Petits motets, Les Arts Florissants, William Christie, Harmonia Mundi
- Couperin, Leçons de ténèbres, Les Talens Lyriques, dir. Christophe Rousset, Decca Records
- Couperin, Motets, Les Talens lyriques, Rousset, Virgin
- Fauré, Requiem, Accentus, dir. Laurence Equilbey, Naïve
- Haendel, Le Messie, Les Arts florissants, dir. William Christie, Harmonia Mundi
- Haydn, Les sept dernières paroles du Christ en croix, Accentus, Akademie für Alte musik Berlin, dir. Laurence Equilbey, Naïve
- Haydn, La Création, Gabrieli consorts & players, Paul McCreesh, Archiv Productions
- Haydn, Harmoniemesse & Te Deum, Kujiken DHM
- Leo, Musique Sacrée, Les Talens lyriques, Christophe Rousset, Decca
- Mozart, Messe en ut mineur, Chœur Accentus, la chambre philharmonique, dir. Emmanuel Krivine, Naïve Records
- Rameau, Cantates profanes, Coin, Erato
- Scarlatti, Stabat Mater, Il Seminario musicale, dir. Gérard Lesne, Virgin
- Scarlatti, Haendel, Cantatas, Il Seminario musicale, dir. Gérard Lesne, Virgin
- Stradella, Motets, Il Seminario musicale, dir. Gérarde Lesne, Virgin
- Stradella, Caldera, Medea, Il Seminario musicale, dir. Gérard Lesne, Virgin
- Valls, Missa Scala Aretina & Biber, Requiem, Nederlandse Bachverininge, Leohnardt, DHM
- Vivaldi, In furore, Laudate pueri e concerti sacri, Accademia Bizantina, dir. Ottavio Dantone, Naïve

DVD
- Mozart, Airs sacrés, Les Talens Lyriques, dir. Christophe Rousset, Armide
- Mozart, Messe du couronnement, Symphonique de la Radio de Vienne, dir. Bertrand de Billy, Euroarts

### Diversos
- Armand Amar, Le Premier Cri (B.O.F.), Naïve
- Armand Amar, Home (B.O.F.), Naïve

### Contribuciones
- Boccherini, Madrid, dir. Ophélie Chaval, Ambroisie